# Caradrina pulla
Caradrina pulla är en fjärilsart som beskrevs av Beckw. 1794. Caradrina pulla ingår i släktet Caradrina och familjen nattflyn. Inga underarter finns listade i Catalogue of Life.